# Championnat de France de rugby à XIII 1989-1990
Navigation
Édition précédente Édition suivante
Le Championnat de France de rugby à XIII 1989-1990 oppose pour la saison 1989-1990 les meilleures équipes françaises de rugby à XIII.

## Classement de la première phase
| Classement | Club               | Points |
| 1er        | Saint-Estève       | 60     |
| 2e         | Carcassonne        | 52     |
| 3e         | XIII Catalan       | 52     |
| 4e         | Saint-Gaudens      | 46     |
| 5e         | Pia                | 45     |
| 6e         | Avignon            | 45     |
| 7e         | Villeneuve-sur-Lot | 44     |
| 8e         | Toulouse           | 42     |
| 9e         | Pamiers            | 41     |
| 10e        | Lézignan           | 38     |
| 11e        | Carpentras         | 33     |
| 12e        | Limoux             | 24     |

|  | Qualifié pour la phase finale |

Les huit premiers sont qualifiés pour les quarts de finale qui se déroulent sur terrain neutre le 22 avril 1990.

## Tableau final
|  | Quarts de finale   | Quarts de finale |              |    | Demi-finales  | Demi-finales  |  |  | Finale                    | Finale                    |
|  | Quarts de finale   | Quarts de finale |              |    | Demi-finales  | Demi-finales  |  |  | Finale                    | Finale                    |
|  |                    |                  |              |    |               |               |  |  |                           |                           |
|  | Le 22 avril 1990   | Le 22 avril 1990 |              |    | Le 5 mai 1990 | Le 5 mai 1990 |  |  | Le 20 mai 1990 à Narbonne | Le 20 mai 1990 à Narbonne |
|  | Le 22 avril 1990   | Le 22 avril 1990 |              |    | Le 5 mai 1990 | Le 5 mai 1990 |  |  | Le 20 mai 1990 à Narbonne | Le 20 mai 1990 à Narbonne |
|  | Saint-Estève       | 32               |              |    | Le 5 mai 1990 | Le 5 mai 1990 |  |  | Le 20 mai 1990 à Narbonne | Le 20 mai 1990 à Narbonne |
|  | Saint-Estève       | 32               |              |    | Le 5 mai 1990 | Le 5 mai 1990 |  |  | Le 20 mai 1990 à Narbonne | Le 20 mai 1990 à Narbonne |
|  | Toulouse           | 16               |              |    | Le 5 mai 1990 | Le 5 mai 1990 |  |  | Le 20 mai 1990 à Narbonne | Le 20 mai 1990 à Narbonne |
|  | Toulouse           | 16               | Saint-Estève | 22 |               |               |  |  | Le 20 mai 1990 à Narbonne | Le 20 mai 1990 à Narbonne |
|  | Le 22 avril 1990   |                  | Saint-Estève | 22 |               |               |  |  | Le 20 mai 1990 à Narbonne | Le 20 mai 1990 à Narbonne |
|  |                    | Saint-Gaudens    | 10           |    |               |               |  |  | Le 20 mai 1990 à Narbonne | Le 20 mai 1990 à Narbonne |
|  | Saint-Gaudens      | Saint-Gaudens    | 10           | 38 |               |               |  |  | Le 20 mai 1990 à Narbonne | Le 20 mai 1990 à Narbonne |
|  | Saint-Gaudens      |                  |              | 38 |               |               |  |  | Le 20 mai 1990 à Narbonne | Le 20 mai 1990 à Narbonne |
|  | Pia                | 6                |              |    |               |               |  |  | Le 20 mai 1990 à Narbonne | Le 20 mai 1990 à Narbonne |
|  | Pia                | 6                | Saint-Estève | 24 |               |               |  |  |                           |                           |
|  | Le 22 avril 1990   |                  | Saint-Estève | 24 |               |               |  |  |                           |                           |
|  |                    | Carcassonne      | 23           |    |               |               |  |  |                           |                           |
|  | Carcassonne        | Carcassonne      | 23           | 15 |               |               |  |  |                           |                           |
|  | Carcassonne        |                  |              | 15 |               |               |  |  |                           |                           |
|  | Villeneuve-sur-Lot | 5                |              |    |               |               |  |  |                           |                           |
|  | Villeneuve-sur-Lot | 5                | Carcassonne  | 18 |               |               |  |  |                           |                           |
|  | Le 22 avril 1990   |                  | Carcassonne  | 18 |               |               |  |  |                           |                           |
|  |                    | Avignon          | 7            |    |               |               |  |  |                           |                           |
|  | Avignon            | Avignon          | 7            | 22 |               |               |  |  |                           |                           |
|  | Avignon            |                  |              | 22 |               |               |  |  |                           |                           |
|  | XIII Catalan       | 20               |              |    |               |               |  |  |                           |                           |
|  | XIII Catalan       | 20               |              |    |               |               |  |  |                           |                           |

## Finale (20 mai 1990)
(mt : 10 - 3)
Points marqués :
- Saint-Estève : 3 essais de Palisses (39e), Khedimi (59e) et Ruiz (70e) ; 3 transformations de Costals (39e, 59e et 70e) ; 3 pénalités de Costals (2e, 5e et 55e).
- Carcassonne : 4 essais de Crismanovitch (44e), Bennett (72e), Bonnet (79e) et Fraisse (80e) ; 2 transformations de Limongi (44e) et Laguens (80e) ; 1 pénalité de Limongi (37e) ; 1 drop de Crismanovitch (18e).

Homme du match : Jean Ruiz
Évolution du score : 2-0, 4-0, 4-1, 4-3, 10-3 (m.t.), 10-9, 12-9, 18-9, 24-9, 24-13, 24-17, 24-23
Arbitre : Alain Sablayrolles (Pyrénées)
Spectateurs : 6 840
Recette : 530 950 francs
Composition des équipes :
- Saint-Estève : Serge Costals - Frantz Martial, Jean-Philippe Pougeau, Colin Dreier, Patrick Marginet - Roger Palisses (o), Mathieu Khedimi (m) - Abet Baklouch, Harrington, Jean Ruiz, Didier Cabestany, Pierre Chamorin, Stephen Robinson - Yvan Allègre, Borras, Bernard Cartier, Philippe Pidemunt - Entraîneur : Pierre Zamora
- Carcassonne : Patrick Limongi - Scott Bennett, Jacques Laguens, David Fraisse, Philippe Sokolow - Sylvain Crismanovich (o), Éric Remirez (m) - Craig Ebert, Thierry Bernabé, Jean-Luc Goze, Didier Palanques, Daniel Divet, Marc Palanques - Éric Bonnet, Gérard Hugon - Entraîneur : Guy Camarasa

## Effectifs des équipes présentes
| Saint-Estève       | Yvan Allègre Abet Baklouch Berdu Borras Didier Cabestany Bernard Cartier Bruno Castany Pierre Chamorin Serge Costals Patrice Deulofeu Colin Dreier Harrington Mathieu Khedimi (m) Patrick Marginet Frantz Martial Morales Roger Palisses (o) Philippe Pidemunt Jean-Philippe Pougeau Stephen Robinson Jean Ruiz Entraîneur : Pierre Zamora                  | Carcassonne   | Ascencio Thierry Bernabé Scott Bennett Éric Bonnet Sylvain Crismanovich (o) Daniel Divet Craig Ebert David Fraisse Jean-Luc Goze Gérard Hugon Jacques Laguens Patrick Limongi Lucchese Luc Mendez Didier Palanques Marc Palanques Éric Remirez (m) Rémi Riverola Serrano Philippe Sokolow Éric van Brussel Web Entraîneur : Guy Camarasa |
| Avignon            | Serge Titeux | Saint-Gaudens | Yves Allègre Gilles Dumas Papantoniou Cyril Pons Sorel |
| Villeneuve-sur-Lot | Michel Balette Barbès Barot Barres Bayssières Bonetti Bourneville Alain Boyer Stéphane Boyer Patrice Campana Joël Conduché Delbert Patrice Delgal David Despin Djerbani Dumeaux Galinou Lascou Laberenne Antoine Lopes Masman Mombet Mourgue Bertrand Planté Jean-Luc Rabot Saley Jean-Bernard Saumitou Vareille Alain Vergniol D. Vergniol Patrick Wosniak | XIII Catalan  | Jean-Luc Bardes Dalbert Gomez Pierre Flovie Laurent Roux Villalongue Dominique Verdière |
| Lézignan           | Abadié Henri Albérola David Amat Benausse Serge Bolchakoff Laurent Bourrel Fabry Jérôme Ferret Fisher Didier Foulquier Christophe Grandjean Philippe Lécina Hugues Ratier Thierry Valéro | Pamiers       | Adolphe Alésina Jacques Benali Jacques Bouscayrol Brioux Desclaux Michel Moliner Prome Yves Tisseyre |
| Pia                | Brian Coles Mario Femia Gomez Marques Pascal Fages Klaus Perkovic Pla Romera Roura Yannick Sautrice | Toulouse      | Pierre Aillères Jean-Claude Anselme Didier Averseng Descamps Jean-Charles Giorgi André Perez Sami |
| Limoux             | Marquet Henri Pech |               | |